# Musaranya del Congo
La musaranya del Congo (Crocidura congobelgica) és una espècie de mussaranya que viu a la República Democràtica del Congo. La seva principal amenaça és la destrucció de l'hàbitat per la tala il·legal d'arbres i les activitats mineres.